# تشارلز إيمس
(بالإنجليزية: Charles Ormond Eames)‏ من أشهر المعماريين من مواليد 17 حزيران 1907 وتوفي في 21 آب 1978 الولايات المتحدة الأمريكية.

## روابط خارجية
- تشارلز إيمس على موقع IMDb (الإنجليزية)
- تشارلز إيمس على موقع الموسوعة البريطانية (الإنجليزية)
- تشارلز إيمس على موقع ألو سيني (الفرنسية)
- تشارلز إيمس على موقع أول موفي (الإنجليزية)
- تشارلز إيمس على موقع ديسكوغز (الإنجليزية)
- تشارلز إيمس على موقع قاعدة بيانات الفيلم (الإنجليزية)
- تشارلز إيمس على موقع كينوبويسك (الروسية)